# Bonanza Creek
Bonanza Creek är ett vattendrag i Kanada.   Det ligger i territoriet Yukon, i den västra delen av landet, 4 300 km väster om huvudstaden Ottawa.
Runt Bonanza Creek är det glesbefolkat, med 9 invånare per kvadratkilometer.